# Macrothelypteris multiseta
Macrothelypteris multiseta är en kärrbräkenväxtart som först beskrevs av Bak., och fick sitt nu gällande namn av Ren-Chang Ching. Macrothelypteris multiseta ingår i släktet Macrothelypteris och familjen Thelypteridaceae. Inga underarter finns listade.